# Oskar Kasimirowitsch Grippenberg

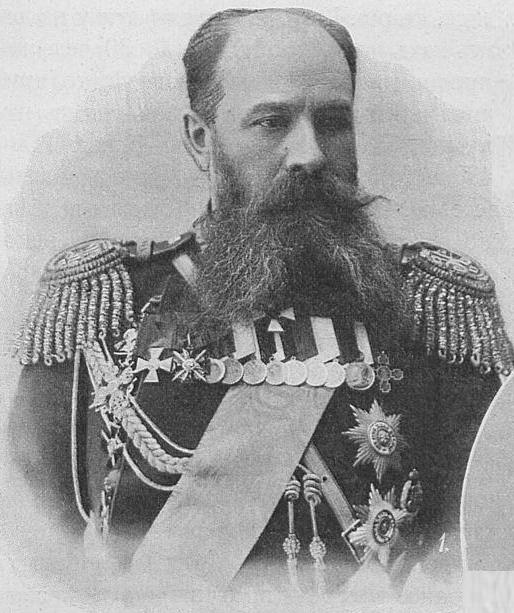
Oskar Grippenberg

Oskar-Ferdinand Kasimirowitsch Grippenberg (russisch Оскар Казимирович Гриппенберг; wissenschaftliche Transliteration Oskar Kazimirovič Grippenberg, * 1.jul. / 13. Januar 1838greg. in Ikaalinen, Großfürstentum Finnland; † 25. Dezember 1915jul. / 7. Januar 1916greg. in Petrograd, Russisches Kaiserreich) war von September 1904 bis zum 12. Februar 1905 der kommandierende General der russischen 2. Mandschurischen Armee des Kaiserlich Russischen Heeres während des Russisch-Japanischen Krieges.

## Auszeichnungen
- Russischer Orden des Heiligen Georg, 4. Klasse, 1867
- Russischer Orden der Heiligen Anna 1. Grades, 1867
- Sankt-Stanislaus-Orden 2. Grades, 1867
- Goldenes Schwert für Tapferkeit (1869)
- Montenegrinische Medaille (1878)
- Russischer Orden des Heiligen Georg, 3. Klasse, 1878
- Orden des Heiligen Wladimir, 3. Grades, 1878
- Sankt-Stanislaus-Orden 1. Grades 1878.
- Kronenorden, mit Stern (Preußen), 1878
- Russischer Orden der Heiligen Anna 1. Grades 1881
- Orden der Krone von Italien, Offiziers Kreuz 1882 (Italien)
- Orden des Heiligen Wladimir, 2. Grades, 1888
- Orden des Weißen Adlers (Polen), 1896
- Alexander-Newski-Orden 1905